# Отричане на Холокоста
Отричането на Холокоста е гледище, отричащо геноцида на евреите по време на Холокоста през Втората световна война. Ключовите тези на отричането на Холокоста гласят, че:
1. германската държава не е имала официална политика или намерение да изтреби евреите;
2. нацистките власти не са използвали лагери за изтребление и газови камери за масово убиване на евреи;
3. действителният брой на убитите евреи е значително (обикновено в пъти) по-нисък от приетите от историческата наука между 5 и 6 милиона.[2][3][4]

Отрицателите на Холокоста обичайно не приемат понятието отричане като подходящо описание на дейността им и вместо това се определят като историци-ревизионисти. Учените използват понятието „отричане“, за да отличат отричащите Холокоста от историческите ревизионисти, които използват утвърдени исторически методологии. Методологията на отрицателите на Холокоста е обект на критики като основана на предопределено заключение, което пренебрегва обширните исторически доказателства за реално съществували събития и явления.
В повечето случаи на отричане на Холокоста има загатване за, или открито заявяване на тезата, че Холокостът е измама, продукт на преднамерена еврейска конспирация, целяща възход на еврейските интереси, включително създаването на държавата Израел, в ущърб на останалите хора. Поради тази причина отричането на Холокоста в повечето случаи се смята за антисемитска конспиративна теория.
Общото събрание на ООН приема резолюция № 60/7 на 21 ноември 2005 г., с която отхвърля цялостното или частично отричане на Холокоста като исторически факт и събитие.
Отричането на Холокоста е незаконно в някои европейски страни. В тези страни, отричането на Холокоста се третира като престъпна дейност, която се преследва по силата на закони насочени срещу неонацизма, расизма и дискриминацията.

## Основни положения на тезата
Главните твърдения на ревизионистите се свеждат до три базови заключения, подкрепяни в различна степен от различните автори:
- никога не е имало масово изтребване на евреи;
- (или) броят на избитите евреи е силно преувеличен;
- (или) Холокостът не е систематичен, нито е резултат от официалната политика в Нацистка Германия.

## Наименование
Поддръжниците на тезата предпочитат да се наричат „ревизионисти“, а не „отрицатели на Холокоста“. Това им самоопределение се оспорва от някои историци, които считат, че то може да бъде подвеждащо. Като свой аргумент тези историци изтъкват обстоятелството, че обикновено с термина „исторически ревизионизъм“ в историографията се обозначава направлението, което смята, че общоприетото описание на историческите факти и събития е спорно и се нуждае от изясняване.

## Основни доводи и аргументи
Част от аргументите на отричането на Холокоста са:
- няма данни за наличието на план за физическо изтребление на евреите от Европа;
- не са съществували газови камери и лагери на смъртта за унищожаване на евреите;
- броят на еврейското население на територията под контрола на страните от Оста в началото и в края на Втората световна война остава непроменен и е в рамките на 5 – 6 млн. души.
- политиката на Нацистка Германия е за експулсиране, не за унищожение на евреите
- масовото изчезване на евреи от редица гъсто населени с еврейско население области преди войната се дължи не на унищожаването им, а се е получило в резултат на тяхното преселение или депортиране;
- липсата на документи и заповеди за унищожаване на евреите говори, че такива не съществуват, защото в бързината по изтеглянето си от Източна Европа, Вермахтът не би могъл да унищожи или затрие цялата документация за подобно масово събитие;
- има много по-малко свидетели на престъпления, свързани с Холокоста, отколкото обикновено се приема, а наличните доказателства за изтребването на евреите често си противоречат;
- масово обгазяване и изгаряне телата на жертвите в количествените параметри и обеми, възприети в официалната историография, е технически и икономически неосъществимо, т.е. физически е невъзможно да се е случило на практика.

## История
Първият сериозен труд (от 1958 г.) по темата е дело на социолога Френк Хакинсом и излиза след смъртта на автора – през 1983 г. Постепенно тази теза си набира привърженици в редица страни, като още през 60-те и 70-те години на Запад излизат редица изследвания по темата. Постепенно тезата добива популярност, което принуждава някои официални власти да прибегнат до мерки за противодействието ѝ. Така се формира цяла критическа школа спрямо ревизионистите или отрицателите на Холокоста.
Днес законодателството на редица европейски държави и Израел преследва ревизионистите или отрицателите на Холокоста. Отрицанието на Холокоста е престъпление в някои държави, което се наказва с лишаване от свобода. Предвиденото наказание за отрицанието на Холокоста е следното по страни:
| Държава   | Срок                  | Държава | Срок                 |
| --------- | --------------------- | ------- | -------------------- |
| Австрия   | 6 месеца до 20 години | Белгия  | до 1 година          |
| Германия  | 1 месец до 5 години   | Израел  | 1 до 5 години        |
| Италия    | 3 до 4 години         | Литва   | 2 до 10 години       |
| Полша     | 3 месеца до 3 години  | Румъния | 6 месеца до 5 години |
| Словакия  | 1 месец до 3 години   | Унгария | до 3 години          |
| Франция   | 1 месец до 5 години   | Чехия   | 6 месеца до 2 години |
| Швейцария | 12 до 15 месеца       |         |                      |

Германия дори предприема стъпки за криминализиране отричането на Холокоста на територията на целия Европейски съюз, защото само 10 от 27-те страни-членки го преследват наказателно.

## Отрицатели на Холокоста
Списъкът на отрицателите на холокоста е дълъг, като по-известните имена в него са:
- Махмуд Ахмадинеджад
- Жан-Мари льо Пен
- Микеле Ренауф
- Юрий Мухин
- Хермар Рудолф
- Дейвид Ървинг
- Карло Матоньо
- Марк Вебер
- Олег Платонов
- Пол Расиние
- Ричард Харууд
- Робер Форисон
- Франк Тобен
- Ернст Цюндел
- Юрген Граф
- Франк Ренике
- Манфред Рьодер

## Мотивация
Макар и рядко да се обявява открито, отричането на Холокоста обикновено се използва като аргумент за прокарване на расистки идеи или оправдаване на нацисткия режим.